# ニコラ・アモルーゾ
ニコラ・アモルーゾ（Nicola Amoruso, 1974年8月29日- ）は、イタリア・チェリニョーラ出身の元サッカー選手。現役時代のポジションはFW（センターフォワード）。セリエA通算で113得点と、多くにゴールを決めながら、一度も代表チームでのプレー経験が無い選手であった。また、2001-02シーズンのコッパ・イタリアでは得点王となった。

## 経歴
1991年にUCサンプドリアユースに入団、その後プリマヴェーラへと昇格した。1993年にトップチームへと昇格、1993年12月12日のインテル戦に途中出場してデビューを果たした。リーグ第22節のウディネーゼ戦で初ゴールを決めた。このシーズン、リーグ戦8試合で3得点を記録、コッパ・イタリアの優勝も経験した。
1994-95シーズン、フィデーリス・アンドリアが獲得、34試合で15ゴールをマークした。1995-96シーズン、セリエAのカルチョ・パドヴァに移籍、レギュラーを獲得し、ゴラン・ヴラオヴィッチとツートップを組み、リーグ戦33試合で14ゴールを挙げた。
1996-97シーズンにユヴェントスFCへとステップアップ移籍し、3シーズン在籍、多くのタイトルには恵まれたが、分厚い選手層の前に十分な出場機会を得られず、レギュラーを奪う程のパフォーマンスは披露出来なかった。それでも移籍初年度は公式戦通算10得点を挙げた。また1996-97シーズン、リーグ第26節のACミラン戦では1得点を決め、6-1での歴史的な勝利に貢献した。1999年にペルージャ・カルチョへとレンタルに出されると、この年のリーグ戦で11得点を決めた。
2000-01シーズンのSSCナポリにおいても、リーグ戦で10得点をマークすると、ユヴェントスに帰還、3度目のリーグ優勝を果たし、コッパ・イタリアでは6得点を挙げて得点王となったが、多くの試合でベンチスタートとなるなど、22試合で7得点に終わり、シーズン終了後に退団した。
ペルージャ、コモ、モデナFC、ACRメッシーナを渡り歩いた後、2005-06シーズンにレッジーナ・カルチョに入団。ここでは3シーズンに渡り11ゴール、17ゴール、12ゴールとコンスタントに得点を挙げ降格回避に貢献した。2006-07シーズンにはワルテル・マッツァーリ監督の下で覚醒したロランド・ビアンキとのコンビで得点を量産し、カルチョ・スキャンダルによるペナルティを受けたクラブを救った。2008-09シーズンからトリノFCに入団したが、その後ACシエーナへレンタル移籍した。2009年8月にはパルマFCへ、2010年1月にはアタランタBCへ完全移籍した。2010年3月28日のユヴェントス戦ではキャリアで最後となる得点を決めた。2010-11シーズンは一度もプレーしないまま、アタランタを退団した。
2011年8月29日、ペルージャでトレーニングをしていたものの、37歳の誕生日に現役引退を表明した。

## 引退後
2013年5月15日、USチッタ・ディ・パレルモのスポーティングディレクターに就任することが発表された。しかし同年8月6日、個人的な理由によりクラブとの契約を解除した。

## タイトル

### クラブ
サンプドリア
- コッパ・イタリア : 1993-94

ユヴェントス
- セリエA : 1996-97, 1997-98, 2001-02
- スーペルコッパ・イタリアーナ : 1997
- UEFAスーパーカップ : 1996
- UEFAインタートトカップ : 1999

アタランタ
- セリエB : 2010-11

### 代表
イタリア U-21
- UEFA U-21欧州選手権 : 1996

### 個人
- コッパ・イタリア得点王 : 2001-02（6得点）